# Carlo Verdone
Carlo Gregorio Verdone (nascut el 17 de novembre de 1950) és un actor, guionista i director de cinema italià.
Verdone és conegut sobretot pels seus papers còmics en clàssics italians, que també va escriure i dirigir. La seva carrera es va iniciar amb els seus tres primers èxits, Un sacco bello (1980), Bianco, rosso e Verdone (1981) i Borotalco (1982). Des dels anys noranta introdueix en la seva obra temes més seriosos, vinculats als excessos de la societat i les dificultats de l'individu per afrontar-la; alguns exemples són Maledetto il giorno che t'ho incontrato (1992), Il mio miglior nemico (2006) i Io, loro e Lara (2010).

## Primers anys
Carlo Verdone va néixer a Roma, fill de Mario Verdone, un important crític i acadèmic italià de cinema, i va estudiar al Liceo classico italià de Roma, amb el futur actor Christian De Sica com a company de taula. Posteriorment, Verdone es va llicenciar en Literatura Moderna a la Universitat Sapienza de Roma, la mateixa universitat on el seu pare feia classes, i es va llicenciar en Direcció de Cinema al Centro Sperimentale di Cinematografia. Durant la dècada de 1970 va començar una carrera a la televisió destacant el seu variat estil de còmic, actuant també en alguns anuncis al programa Carosello i va començar a presentar els seus personatges a televisió el 1978 a la popular sèrie de comèdia "Non Stop".

## Carrera cinematogràfica
Verdone va debutar com a director l'any 1980 amb la pel·lícula Un sacco bello, en la qual va interpretar tres personatges diferents. Va utilitzar la mateixa fórmula del primer treball el 1981, quan va dirigir Bianco, rosso e Verdone, una divertida pel·lícula sobre tres homes diferents durant el dia de les eleccions a Itàlia. La pel·lícula, produïda pel seu mentor Sergio Leone, va tenir un gran èxit a Itàlia, gràcies a la seva brillant energia còmica i als seus estranys personatges i va comptar amb la banda sonora composta per Ennio Morricone.
Un altre gran mentor de Verdone va ser Alberto Sordi, ja que segons molts Verdone es considera el seu hereu natural. Sordi va escriure dues pel·lícules de Verdone juntes: In viaggio con papà, dirigida per Sordi, i Troppo forte, dirigida per Verdone i coescrit també per Sergio Leone.
Carlo Verdone, en una llarga carrera de director, s'ha refinat molt bé el seu estil, utilitzant molt l'estàndard típic de la commedia all'italiana i prestant atenció als temes socials i a la reflexió d'històries. Des dels anys 90, acompanya els tons còmics de la seva obra amb un registre menys còmic, escrivint i dirigint històries més atentes als temes de la modernitat, el cinisme i els excessos de la societat. Verdone encara manté una relació privilegiada amb els cànons de la comèdia italiana, barrejant aquests cànons amb un tipus de cinema més compromès. El 1999 va escriure el llibre "Fatti Coatti". El 2005 va participar en la comèdia romàntica de gran èxit italiana anomenada Manuale d'amore, i en les seqüeles anomenades Manuale d'amore 2 - Capitoli successivi (2007) i Manuale d'amore 3 (2011), ambdues dirigides per Giovanni Veronesi, mentre que el 2013 va protagonitzar La grande bellezza de Paolo Sorrentino. El 2018 va dirigir Beneïda disbauxa, que ha estat escrita per primera vegada pel director juntament amb Nicola Guaglianone i el dibuixant i guionista Menotti.

## Vida personal
Té dos germans: Luca, director de cinema, i Silvia, productora de cinema i dona de l'actor Christian De Sica.
És un seguidor destacat de l'equip de futbol A.S. Roma.
Va ser simpatitzant fins al 1991, any de la seva dissolució, del Partit Socialista Italià; dona suport al Partit Demòcrata (Itàlia), tot i que manté la independència ideològica.

## Filmografia
| Any  | Títol                                                      | Actor | Director | Guionista | Paper                                                               |
| ---- | ---------------------------------------------------------- | ----- | -------- | --------- | ------------------------------------------------------------------- |
| 1979 | La lluna                                                   | Sí    |          |           | 'Caracalla' Director                                                |
| 1980 | Un sacco bello                                             | Sí    | Sí       | Sí        | Enzo / Ruggero / Leo / Don Alfio / Anselmo / professor              |
| 1981 | Bianco, rosso e Verdone                                    | Sí    | Sí       | Sí        | Furio / Mimmo / Pasquale                                            |
| 1982 | In viaggio con papà                                        | Sí    | No       | Sí        | Cristiano D'Ambrosi                                                 |
| 1982 | Grand Hotel Excelsior                                      | Sí    | No       | No        | Pericle Coccia                                                      |
| 1982 | Borotalco                                                  | Sí    | Sí       | Sí        | Sergio Benvenuti                                                    |
| 1983 | Acqua e sapone                                             | Sí    | Sí       | Sí        | Rolando Ferrazza                                                    |
| 1984 | I due carabinieri                                          | Sí    | Sí       | Sí        | Marino Spada                                                        |
| 1984 | Cuori nella tormenta                                       | Sí    | No       | Sí        | Walter Migliorini                                                   |
| 1986 | 7 chili in 7 giorni                                        | Sí    | No       | No        | Alfio Tamburini                                                     |
| 1986 | Troppo forte                                               | Sí    | Sí       | Sí        | Oscar Pettinari                                                     |
| 1987 | Io e mia sorella                                           | Sí    | Sí       | Sí        | Carlo Piergentili                                                   |
| 1988 | Compagni di scuola                                         | Sí    | Sí       | Sí        | Piero Ruffolo                                                       |
| 1989 | Il bambino e il poliziotto                                 | Sí    | Sí       | Sí        | Carlo Vinciguerra                                                   |
| 1990 | Stasera a casa di Alice                                    | Sí    | Sí       | Sí        | Saverio                                                             |
| 1991 | Maledetto il giorno che t'ho incontrato                    | Sí    | Sí       | Sí        | Bernardo Arbusti                                                    |
| 1992 | Al lupo al lupo                                            | Sí    | Sí       | Sí        | Gregorio Sagonà                                                     |
| 1994 | Perdiamoci di vista                                        | Sí    | Sí       | Sí        | Gepy Fuxas                                                          |
| 1995 | Viaggi di nozze                                            | Sí    | Sí       | Sí        | Raniero / Giovannino / Ivano                                        |
| 1996 | Boig per les rosses                                        | Sí    | Sí       | Sí        | Romeo Spera                                                         |
| 1998 | Gallo cedrone                                              | Sí    | Sí       | Sí        | Armando Feroci                                                      |
| 1998 | Història d'una gavina i del gat que li va ensenyar a volar | Sí    | No       | No        | Zorba (veu)                                                         |
| 2000 | Zora la Vampira                                            | Sí    | No       | No        | Commissionat Lombardi                                               |
| 2000 | C'era un cinese in coma                                    | Sí    | Sí       | Sí        | Ercole Preziosi                                                     |
| 2003 | L'amore è eterno finché dura                               | Sí    | Sí       | Sí        | Gegè Tinacci                                                        |
| 2004 | Ma che colpa abbiamo noi                                   | Sí    | Sí       | Sí        | Gilberto Mercuri                                                    |
| 2005 | Manuale d'amore                                            | Sí    | No       | No        | Goffredo                                                            |
| 2006 | Enemics íntims                                             | Sí    | Sí       | Sí        | Achille De Bellis                                                   |
| 2007 | Manuale d'amore 2 - Capitoli successivi                    | Sí    | No       | No        | Ernesto                                                             |
| 2008 | Grande, grosso e... Verdone                                | Sí    | Sí       | Sí        | Leo Nuvolone / Callisto Cagnato / Moreno Vecchiarutti / L'onorevole |
| 2009 | Italians                                                   | Sí    | No       | No        | Giulio Cesare Carminati                                             |
| 2010 | Io, loro e Lara                                            | Sí    | Sí       | Sí        | Carlo Mascolo                                                       |
| 2011 | Manuale d'amore 3                                          | Sí    | No       | No        | Fabio                                                               |
| 2012 | Posti in piedi in paradiso                                 | Sí    | Sí       | Sí        | Ulisse Diamanti                                                     |
| 2013 | La grande bellezza                                         | Sí    | No       | No        | Romano                                                              |
| 2014 | Sotto una buona stella                                     | Sí    | Sí       | Sí        | Federico Picchioni                                                  |
| 2016 | Manuale d'amore 3                                          | Sí    | Sí       | Sí        | Arturo Merlino                                                      |
| 2018 | Beneïda disbauxa                                           | Sí    | Sí       | Sí        | Guglielmo Pantalei                                                  |
| 2021 | Si vive una volta sola                                     | Sí    | Sí       | Sí        | Umberto Gastaldi                                                    |
| 2021 | Vita da Carlo (sèrie de televisió)                         | Sí    | Sí       | Sí        | Carlo                                                               |